# Адміністративний устрій Білокуракинського району
Адміністративний устрій Білокуракинського району — адміністративно-територіальний устрій Білокуракинського району Луганської області на 2 селищні ради та 13 сільських рад, які об'єднують 52 населені пункти і підпорядковані Білокуракинській районній раді. Адміністративний центр — смт Білокуракине.

## Список рад Білокуракинського району
| Рада                          | Голова                             | Кількість депутатів | Населений пункт         | Колишня назва                              | Засноване      | Відстань до районного центру, км | Поштовий індекс | Річка        | Площа (км²) | Населення (тис. осіб) | Щільність (осіб/км²) | Карта сільради |
| ----------------------------- | ---------------------------------- | ------------------- | ----------------------- | ------------------------------------------ | -------------- | -------------------------------- | --------------- | ------------ | ----------- | --------------------- | -------------------- | -------------- |
| Білокуракинська селищна       | Сірик Сергій Іванович              | 32                  | смт Білокуракине        | Відрадне слобода Куракина                  | 1700           | 0                                | 92200-92207     | Біла         | 138         | 6944                  | 50,3                 |                |
| Лозно-Олександрівська селищна | Проценко Ірина Петрівна            | 16                  | Олексапіль              | хутір Олексапіль                           | 1758           | 36                               | 92211           | Лозна        | 110,6       | 1499                  | 13,6                 |                |
| Лозно-Олександрівська селищна | Проценко Ірина Петрівна            | 16                  | смт Лозно-Олександрівка | Писарська слобода                          | 1705           | 34                               | 92211           | Лозна        | 110,6       | 1499                  | 13,6                 |                |
| Лозно-Олександрівська селищна | Проценко Ірина Петрівна            | 16                  | Петрівка                | Кудрячівка Петровське                      | 1758           | 38                               | 92211           | Лозна        | 110,6       | 1499                  | 13,6                 |                |
| Олександропільська сільська   | Коюда Сергій Миколайович           | 12                  | Олександропіль          | Липівка                                    | 1763           | 20                               | 92220           | -            | 81,9        | 710                   | 8,7                  |                |
| Олександропільська сільська   | Коюда Сергій Миколайович           | 12                  | Ляшківка                | хутір Ляшківка                             | XVIII століття | 21                               | 92220           | -            | 81,9        | 710                   | 8,7                  |                |
| Олександропільська сільська   | Коюда Сергій Миколайович           | 12                  | Климівка                | хутір Климівка                             | 1795           | 19                               | 92221           | -            | 81,9        | 710                   | 8,7                  |                |
| Олександропільська сільська   | Коюда Сергій Миколайович           | 12                  | Приходьківка            | хутір Приходьківка                         | 1745           | 16                               | 92221           | -            | 81,9        | 710                   | 8,7                  |                |
| Олександропільська сільська   | Коюда Сергій Миколайович           | 12                  | Романівка               |                                            | 1793           | 21                               | 92221           | -            | 81,9        | 710                   | 8,7                  |                |
| Олексіївська сільська         | Носуля Віктор Максимович           | 16                  | Олексіївка              | Вірьовкине Олексіївська слобода            | 1663           | 12                               | 92242           | Біла         | 109,4       | 1460                  | 13,3                 |                |
| Олексіївська сільська         | Носуля Віктор Максимович           | 16                  | Заїківка                |                                            | 1659           | 8                                | 92243           | Біла         | 109,4       | 1460                  | 13,3                 |                |
| Олексіївська сільська         | Носуля Віктор Максимович           | 16                  | Луб'янка                | Луб'яна                                    | 1686           | 6                                | 92243           | Біла Козинка | 109,4       | 1460                  | 13,3                 |                |
| Бунчуківська сільська         | Щербакова Валентина Анатоліївна    | 12                  | Бунчуківка              | Бунчужне                                   | 1600           | 8                                | 92241           | Козинка      | 68,4        | 550                   | 8,0                  |                |
| Бунчуківська сільська         | Щербакова Валентина Анатоліївна    | 12                  | Грицаївка               |                                            | 1600           | 14                               | 92241           | Козинка      | 68,4        | 550                   | 8,0                  |                |
| Дем'янівська сільська         | Панченко Сергій Олександрович      | 15                  | Дем'янівка              |                                            | 1700           | 12                               | 92240           | Борова       | 92,5        | 1005                  | 10,9                 |                |
| Дем'янівська сільська         | Панченко Сергій Олександрович      | 15                  | Коноплянівка            | хутір Коноплянка                           | 1600           | 15                               | 92240           | Борова       | 92,5        | 1005                  | 10,9                 |                |
| Дем'янівська сільська         | Панченко Сергій Олександрович      | 15                  | Шовкунівка              |                                            | 1700           | 12                               | 92240           | Борова       | 92,5        | 1005                  | 10,9                 |                |
| Курячівська сільська          | Пономаренко Вікторія Олександрівна | 16                  | Курячівка               | хутір Курочкин                             | 1789           | 14                               | 92232           | Біла         | 98,4        | 1059                  | 10,8                 |                |
| Курячівська сільська          | Пономаренко Вікторія Олександрівна | 16                  | Хоменкове Перше         | Новопавлівка хутір Хоменків Перший Хомівка | XVIII століття | 16                               | 92232           | Біла         | 98,4        | 1059                  | 10,8                 |                |
| Курячівська сільська          | Пономаренко Вікторія Олександрівна | 16                  | Попівка                 | хутір Попівка                              | XVIII століття | 14                               | 92232           | -            | 98,4        | 1059                  | 10,8                 |                |
| Курячівська сільська          | Пономаренко Вікторія Олександрівна | 16                  | Рудове                  | Рудовка                                    | 1791           | 14                               | 92232           | -            | 98,4        | 1059                  | 10,8                 |                |
| Лизинська сільська            | Коваленко Ірина Володимирівна      | 12                  | Лизине                  | хутір Лізин                                | 1765           | 8                                | 92250           | Козинка      | 89,9        | 941                   | 10,5                 |                |
| Лизинська сільська            | Коваленко Ірина Володимирівна      | 12                  | Шапарівка               | Шафарівка Шапкарівка Шапарське             | 1756           | 9                                | 92251           | Козинка      | 89,9        | 941                   | 10,5                 |                |
| Нещеретівська сільська        | Аполонова Ірина Іванівна           | 16                  | Нещеретове              |                                            | 1711           | 16                               | 92252           | Біла         | 111,2       | 2 255                 | 20,3                 |                |
| Нещеретівська сільська        | Аполонова Ірина Іванівна           | 16                  | Калинівське             | хутір Самойлівка хутір Африка              | 1711           | 18                               | 92252           | Біла         | 111,2       | 2 255                 | 20,3                 |                |
| Нещеретівська сільська        | Аполонова Ірина Іванівна           | 16                  | Паньківка               |                                            | 1709           | 10                               | 92253           | Козинка      | 111,2       | 2 255                 | 20,3                 |                |
| Нещеретівська сільська        | Аполонова Ірина Іванівна           | 16                  | Цілуйкове               | Великий хутір Цілуйки                      | 1749           | 9                                | 92253           | Козинка      | 111,2       | 2 255                 | 20,3                 |                |
| Павлівська сільська           | В'ялий Віктор Васильович           | 16                  | Павлівка                | Тарабанівка                                | 1686           | 9                                | 92222           | Біла         | 113,4       | 1485                  | 13,1                 |                |
| Павлівська сільська           | В'ялий Віктор Васильович           | 16                  | Заводянка               |                                            |                | 12                               | 92223           | -            | 113,4       | 1485                  | 13,1                 |                |
| Павлівська сільська           | В'ялий Віктор Васильович           | 16                  | Стативчине              | хутір Стативчин                            | село з 1947    | 9                                | 92223           | -            | 113,4       | 1485                  | 13,1                 |                |
| Павлівська сільська           | В'ялий Віктор Васильович           | 16                  | Хоменкове Друге         | хутір Хоменків Другий Барвинівка           | село з 1947    | 15                               | 92223           | -            | 113,4       | 1485                  | 13,1                 |                |
| Просторівська сільська        | Костюченко Леонід Миколайович      | 16                  | Просторе                | Червоне руно                               | 1929           | 22                               | 92230           | -            | 121,1       | 1234                  | 10                   |                |
| Просторівська сільська        | Костюченко Леонід Миколайович      | 16                  | Картамишеве             |                                            | 1947           | 20                               | 92230           | -            | 121,1       | 1234                  | 10                   |                |
| Просторівська сільська        | Костюченко Леонід Миколайович      | 16                  | Маньківка               |                                            | 1934           | 20                               | 92231           | -            | 121,1       | 1234                  | 10                   |                |
| Просторівська сільська        | Костюченко Леонід Миколайович      | 16                  | Плахо-Петрівка          | Петрівка                                   | 1770           | 20                               | 92231           | -            | 121,1       | 1234                  | 10                   |                |
| Просторівська сільська        | Костюченко Леонід Миколайович      | 16                  | Світленьке              | Шапарівка                                  | 1770           | 18                               | 92231           | -            | 121,1       | 1234                  | 10                   |                |
| Солідарненська сільська       | Стадніков Олександр Іванович       | 12                  | Солідарне               | Босове                                     |                | 30                               | 92213           | -            | 57,6        | 1000                  | 17,4                 |                |
| Солідарненська сільська       | Стадніков Олександр Іванович       | 12                  | Гладкове                |                                            |                | 26                               | 92213           | -            | 57,6        | 1000                  | 17,4                 |                |
| Солідарненська сільська       | Стадніков Олександр Іванович       | 12                  | Калинова Балка          |                                            |                | 27                               | 92213           | -            | 57,6        | 1000                  | 17,4                 |                |
| Солідарненська сільська       | Стадніков Олександр Іванович       | 12                  | Миколаївка              |                                            |                | 23                               | 92213           | -            | 57,6        | 1000                  | 17,4                 |                |
| Тимошинська сільська          | Кошеленко Микола Володимирович     | 12                  | Тимошине                | Тев'яшівка                                 | село з 1947    | 17                               | 92215           | -            | 103,4       | 514                   | 5                    |                |
| Тимошинська сільська          | Кошеленко Микола Володимирович     | 12                  | Новоандріївка           | Ново-Андріївка                             | 1910           | 19                               | 92215           | -            | 103,4       | 514                   | 5                    |                |
| Тимошинська сільська          | Кошеленко Микола Володимирович     | 12                  | Куплювате               | хутір Куплюватий                           | 1913           | 22                               | 92215           | -            | 103,4       | 514                   | 5                    |                |
| Тимошинська сільська          | Кошеленко Микола Володимирович     | 12                  | Осикове                 | Ізюмське Юзівське                          | село з 1947    | 25                               | 92214           | -            | 103,4       | 514                   | 5                    |                |
| Тимошинська сільська          | Кошеленко Микола Володимирович     | 12                  | Чабанове                | Чабанівка                                  | 1914           | 22                               | 92214           | -            | 103,4       | 514                   | 5                    |                |
| Червоноармійська сільська     | Бабіч Володимир Олександрович      | 14                  | Мирне                   | Стукалове Красноармійське Червоноармійське | 1909           | 28                               | 92212           | -            | 86,4        | 759                   | 8,7                  |                |
| Червоноармійська сільська     | Бабіч Володимир Олександрович      | 14                  | Новопокровка            | Ново-Покровка                              | село з 1947    | 25                               | 92212           | -            | 86,4        | 759                   | 8,7                  |                |
| Червоноармійська сільська     | Бабіч Володимир Олександрович      | 14                  | Нянчине                 | хутір Нянчин                               | село з 1947    | 26                               | 92212           | -            | 86,4        | 759                   | 8,7                  |                |
| Червоноармійська сільська     | Бабіч Володимир Олександрович      | 14                  | Попасне                 |                                            | село з 1947    | 28                               | 92212           | -            | 86,4        | 759                   | 8,7                  |                |
| Червоноармійська сільська     | Бабіч Володимир Олександрович      | 14                  | Кочине-Розпасіївка      |                                            | село з 1947    | 29                               | 92213           | -            | 86,4        | 759                   | 8,7                  |                |
| Шарівська сільська            | Піднебенний Олександр Пантелійович | 14                  | Шарівка                 | хутір Шарів                                | 1780           | 38                               | 92210           | Айдар        | 55,4        | 600                   | 10,8                 |                |
| Шарівська сільська            | Піднебенний Олександр Пантелійович | 14                  | Лозне                   | хутір Лознянський                          | 1780           | 38                               | 92210           | Лозна        | 55,4        | 600                   | 10,8                 |                |